# Gubernatorstwo Tatawin
Gubernatorstwo Tatawin (arab. ولاية تطاوين, fr. Gouvernorat de Tataouine) – jest jednym z 24 gubernatorstw w Tunezji, znajdującym się w południowej części kraju.